# Lencke Wischhusen

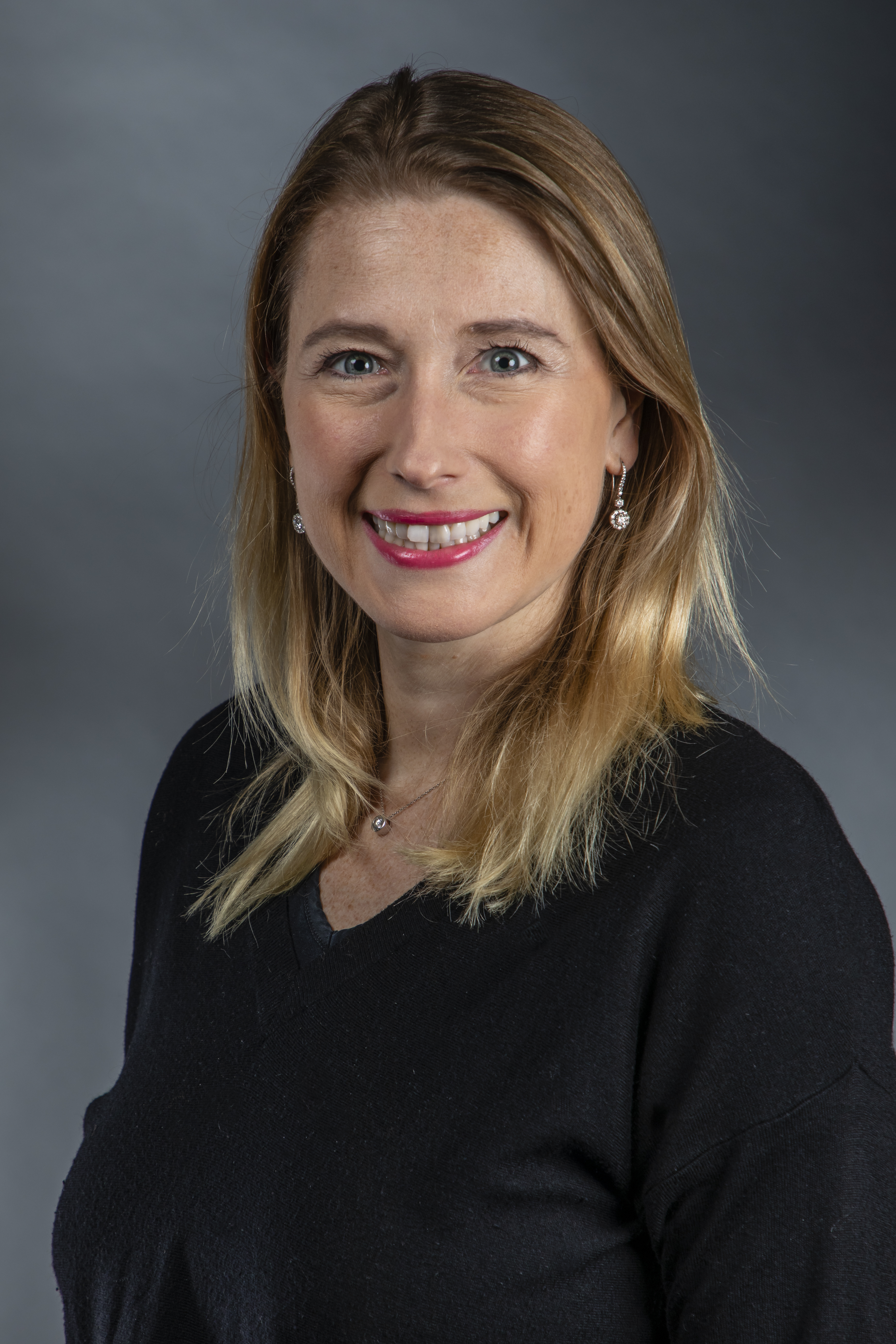
Lencke Wischhusen (2019)

Lencke Wischhusen, von 2014 bis 2019 Lencke Steiner (* 6. September 1985 in Bremen), ist eine deutsche Unternehmerin und Politikerin (FDP). Sie war von 2015 bis 2023 Mitglied der Bremischen Bürgerschaft und Vorsitzende der dortigen FDP-Fraktion.

## Biografie

### Familie, Ausbildung und Beruf
Wischhusen machte 2004 Abitur am Ökumenischen Gymnasium zu Bremen und belegte von 2004 bis 2007 bei der Hinrich Böttjer GmbH und der Bremer Akademie der Wirtschaft ein duales Studium der Betriebswirtschaftslehre, das sowohl den Ausbildungsabschluss zur Groß- und Außenhandelskauffrau als auch den akademischen Grad Bachelor of Arts beinhaltete. Anschließend absolvierte sie an der Privaten Hochschule für Wirtschaft und Technik ein weiteres BWL-Studium, das sie als Diplom-Kauffrau (FH) abschloss.
Von 2008 bis 2009 arbeitete sie als Key-Account-Managerin für die elterliche W-Pack Kunststoffe GmbH & Co. KG, und ab 2010 war sie neben ihrem Vater Geschäftsführerin der W-Pack Kunststoffe GmbH & Co. KG und der W-Pack Beteiligungs GmbH. Ab dem 1. Januar 2013 war sie außerdem mit 20 Prozent an der W-Pack Kunststoffe GmbH & Co. KG beteiligt. Die Unternehmensgruppe beschäftigt etwa 50 Personen und erzielt einen Jahresumsatz in Höhe von 15 Mio. Euro. Lencke Wischhusen und ihre Familie trennten sich im Januar 2019 von ihren Anteilen an der W-Pack. Als Grund gab sie an, sich auf eine neue berufliche Perspektive im Bereich Moderation von Veranstaltungen und Vorträge zu konzentrieren.
Im Juni 2014 heiratete sie den Unternehmer Philippe Steiner. Im April 2018 wurde die Trennung des Paares bekannt. Die Scheidung erfolgte 2019.
Sie hat seit 2020 ein Kind.

### Verbandsarbeit
Von 2012 bis 2015 war Wischhusen (ab 2014 Steiner) Bundesvorsitzende des Wirtschaftsverbandes Die Jungen Unternehmer – BJU und Präsidiumsmitglied von Die Familienunternehmer – ASU. 2013 verlieh ihr die Reederei Peter Deilmann wegen ihres gesellschaftspolitischen Engagements und ihres Einsatzes für Generationengerechtigkeit den Hanse-Preis Deutschland.

### Politik
Im November 2014 wählte die FDP Bremen die parteilose Lencke Wischhusen zur Spitzenkandidatin für die Bürgerschaftswahl am 10. Mai 2015. Eine solche Kandidatur von außen bezeichnete der FDP-Vorsitzende Christian Lindner als „vor ein paar Jahren noch kaum denkbar“. Wischhusen gab als Wahlziel acht Prozent aus und begann ihre Kampagne im März 2015 selbstironisch und – ähnlich der überraschend erfolgreichen Katja Suding in Hamburg – stark auf ihre Person zugeschnitten. Bei der Wahl zur Bremischen Bürgerschaft am 10. Mai 2015 erreichte die FDP 6,6 Prozent der Stimmen und zog nach vier Jahren wieder ins Parlament ein. Am selben Abend trat Wischhusen der Partei bei. Beim Bundesparteitag der FDP im Mai 2015 wurde sie in den Bundesvorstand gewählt.
Wischhusen gehörte der 19. Bremischen Bürgerschaft seit dem 8. Juni 2015 an und wurde am selben Tag zur Vorsitzenden der FDP-Fraktion gewählt. Als solche setzt sie sich für bildungs-, wirtschafts- und verkehrspolitische Themen ein. 
Sie arbeitete im
Ausschuss für Angelegenheiten der Häfen im Lande Bremen (stellvertretendes Mitglied),
Ausschuss für die Gleichstellung der Frau (Vorsitzende),
Haushalts- und Finanzausschuss (Land) (stellvertretendes Mitglied),
Rechnungsprüfungsausschuss (Land) (stellvertretendes Mitglied),
Bürgerbeteiligung und Beiräte (stellvertretendes Mitglied),
Staatlichen Deputation für Wirtschaft, Arbeit und Häfen (Mitglied),
Deputation für Inneres (stellvertretendes Mitglied),
Deputation für Kultur (stellvertretendes Mitglied).
Zur Bundestagswahl 2017 stand sie als Spitzenkandidatin der Bremer FDP auf Platz 1 der Landesliste. Dennoch verpasste sie den Einzug in den Bundestag. Auch bei der Bürgerschaftswahl 2019 war sie FDP-Spitzenkandidatin.
Anfang April 2022 kündigte Wischhusen an, nicht für die Bremischen Bürgerschaftswahlen 2023 zu kandidieren und in die Privatwirtschaft zu wechseln: „Ich habe immer gesagt. Politik ist ein Projekt auf Zeit. Für mich ist es dann nach 8 Jahren an der Spitze der Fraktion in Bremen Zeit etwas Neues zu beginnen.“ Somit schied sie im Juni 2023 aus der Bürgerschaft aus.

### Sonstige Mitgliedschaften und Aktivitäten
- Von September 2014 bis 2017 war sie Mitglied des Bahnbeirats der Deutsche Bahn AG.[22]
- Seit der Unternehmensgründung im März 2013[23] ist Wischhusen Aufsichtsratsmitglied der Firma.de Firmenbaukasten AG.[24]
- Sie betätigt sich auch als Laudatorin so z. B. beim Victress Award 2018.[25]

## Fernsehauftritte
Zusammen mit Vural Öger, Jochen Schweizer, Frank Thelen und Judith Williams war sie in den Jahren 2014 und 2015 einer der Investoren beim VOX-Fernsehformat Die Höhle der Löwen, bei dem Jungunternehmer sich um Kapital für ihre Geschäftsidee bewerben. Nach den ersten beiden Staffeln beendete Wischhusen ihre Teilnahme an der Sendung, um sich verstärkt ihrer politischen Karriere zu widmen.